# Parque nacional de Saadani
El parque nacional de Saadani es espacio protegido de Tanzania. Los turistas lo visitan porque pueden ver animales que pasan a lo largo de las costas del océano Índico. Tiene una superficie de 1100 kilómetros cuadrados y se estableció en 2005 partiendo de una reserva de que había existido en el lugar desde 1969. Es el  único santuario de vida silvestre en Tanzania que bordea el mar.
Registrado desde 2005, abarca un ecosistema conservado entre ellos la antigua reserva de Saadani, la antigua zona del rancho Mkwaja, el río Wami, así como el bosque Zaraninge.

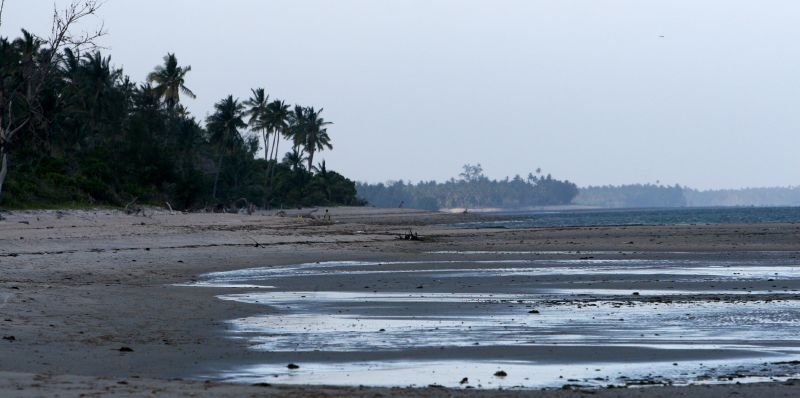
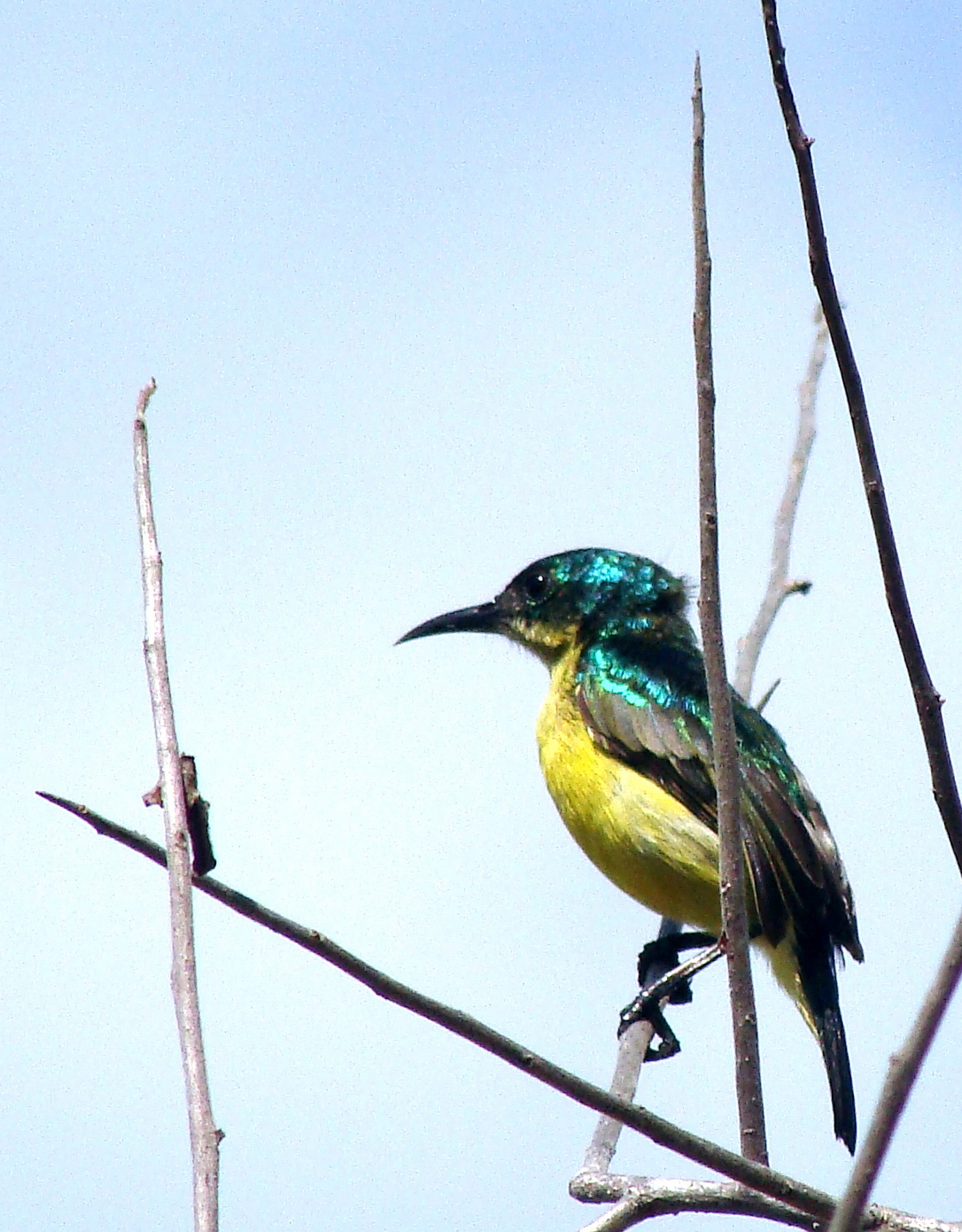